# 巴勃罗·加西亚
巴勃罗·加西亚（西班牙語：Pablo García，1946年2月3日—），古巴男子篮球运动员。他曾代表古巴参加1971年泛美运动会篮球比赛，获得一枚铜牌。他也曾入选1968年夏季奥林匹克运动会古巴男子篮球队名单。